# Chosrow II Parwiz
Chosrow II Parwiz (Chosroes II) (pahl. „Zwycięski”) (ur. ?, zm. 28 lutego 628) – władca z dynastii Sasanidów panujący w latach 591–628, syn Hormizda IV.
W 590 roku, po śmierci swojego ojca z ręki Bahrama Czobina, został uwięziony, wkrótce jednak udało mu się zbiec na dwór cesarza Bizancjum, Maurycjusza. Za cenę Armenii po jezioro Wan został przez niego przywrócony do władzy, a między obu państwami nastał kilkunastoletni okres pokoju. Gdy jednak Maurycjusz został obalony i zamordowany przez Fokasa, Chosrow, występując jako mściciel dynastii justyniańskiej wznowił wojnę z Bizancjum. Dzięki swym wodzom, Szarbarazowi i Szachinowi, odniósł w nich początkowo szereg świetnych sukcesów: w 611 roku zdobyto Antiochię, następnie Damaszek i Jerozolimę (614).
W 619 roku Persowie zdobyli Aleksandrię w Egipcie, a do roku 626 trzykrotnie atakowali Konstantynopol, jednak już w 622 roku cesarz Herakliusz rozpoczął kontrofensywę z terenów obecnej Abchazji, a jednocześnie bizantyńska dyplomacja skutecznie wyzyskała konflikt między Szarbarazem a Chosrowem, w wyniku jej działań spahbod wycofał się z wojny. W tej sytuacji Persowie zostali w 627 roku rozgromieni pod Niniwą. Wyczerpana Persja nie była zdolna do dalszej walki, na początku 628 roku Chosrow został obalony i zabity przez syna Kawada II – zapoczątkowało to okres chaosu, którego Sasanidzi nie zdołali już przezwyciężyć.
Pomimo swego przydomka Chosrow oceniany jest jako władca nieudolny, zawdzięczający sukcesy splotowi okoliczności oraz uzdolnionym podwładnym.